# Кіттері (Мен)
Кіттері (англ. Kittery) — місто (англ. town) в США, в окрузі Йорк штату Мен. Населення — 10 070 осіб (2020).

## Демографія
Згідно з переписом 2010 року, у місті мешкало 9490 осіб у 4302 домогосподарствах у складі 2488 родин. Було 4942 помешкання
Расовий склад населення:
| - 95,8 % — білих - 1,1 % — азіатів - 0,9 % — чорних або афроамериканців - 0,1 % — вихідців з тихоокеанських островів - 0,1 % — корінних американців |

До двох чи більше рас належало 1,5 %. Частка іспаномовних становила 2,6 % від усіх жителів.
За віковим діапазоном населення розподілялося таким чином: 18,2 % — особи молодші 18 років, 64,1 % — особи у віці 18—64 років, 17,7 % — особи у віці 65 років та старші. Медіана віку мешканця становила 43,2 року. На 100 осіб жіночої статі у місті припадало 93,3 чоловіків;  на 100 жінок у віці від 18 років та старших — 92,2 чоловіків також старших 18 років.
Середній дохід на одне домашнє господарство  становив 93 609 доларів США (медіана — 73 287), а середній дохід на одну сім'ю — 107 008 доларів (медіана — 95 038). Медіана доходів становила 62 500 доларів для чоловіків та 50 051 долар для жінок. За межею бідності перебувало 2,6 % осіб, у тому числі 3,2 % дітей у віці до 18 років та 1,8 % осіб у віці 65 років та старших.
Цивільне працевлаштоване населення становило 4907 осіб. Основні галузі зайнятості: освіта, охорона здоров'я та соціальна допомога — 26,2 %, виробництво — 13,2 %, науковці, спеціалісти, менеджери — 12,2 %, роздрібна торгівля — 12,1 %.